# Colle Collon
Il colle Collon (3.130 m s.l.m.) è un valico alpino che collega la valdostana Valpelline con la val d'Herens nel Canton Vallese.

## Descrizione

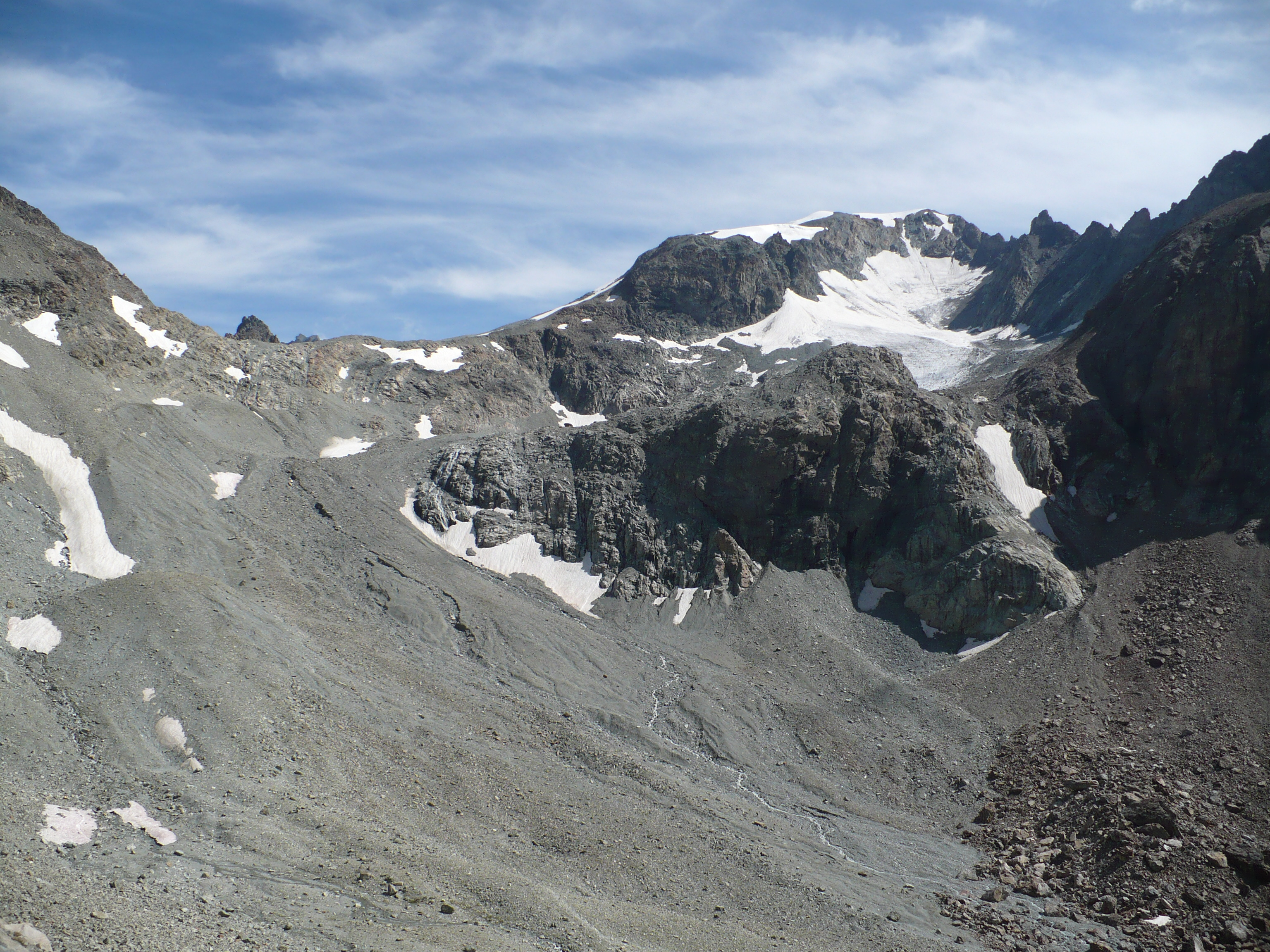
Il colle Collon dal versante italiano e a destra punta Kurz.

Il valico si trova nei pressi dei seguenti monti:
- Punta Kurz - 3.496 m
- Monte Collon - 3.637 m
- Becca d'Oren 3.532 m
- Evêque 3.716 m
- Monte Brulé 3.538 m
- Becca Vannetta 3.361 m

Dal punto di vista orografico separa, nelle Alpi Pennine, le Alpi del Grand Combin ad occidente dalle Alpi del Weisshorn e del Cervino ad oriente. Nei secoli passati, soprattutto in secoli più miti, il colle era utilizzato per lo scambio delle merci tra le varie valli alpine. Nel versante italiano, appena sotto il colle, vi è il rifugio Nacamuli al col Collon. Il colle è inserito nel percorso escursionistico Tour del Cervino.